# تحليل صوت

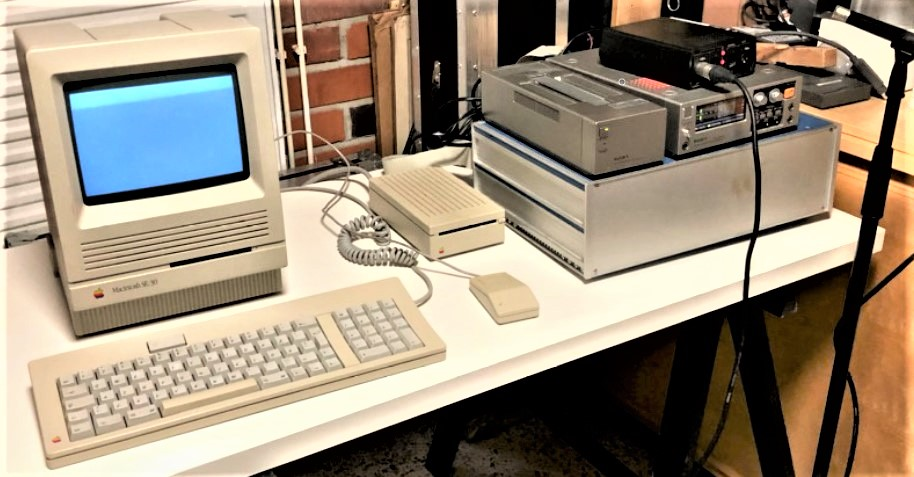

تحليل الصوت أو تحليل الكلام هو دراسة أصوات الكلام لأغراض أخرى غير المحتويات اللغوية، مثل التعرف على الكلام.
وتشمل هذه الدراسات التحاليل الطبية للصوت، وتحديد المتكلم، وأكثر إثارة للجدل، يعتقد البعض أن الصدق أو الحالة العاطفية للمتحدثين يمكن تحديدهما باستخدام تحليل توتر الصوت وتحليل الصوت الطبقي. [هل المصدر موثوق به؟]